# Ingrid van Houten-Groeneveld
Ingrid van Houten-Groeneveld (Berlin, 1921. október 21. – Oegstgeest, 2015. március 30.) holland csillagász. Férjével, Cornelis Johannes van Houtennel, valamint Tom Gehrelsszel több ezer kisbolygót fedezett fel. Gehrels a Palomar Obszervatórium 48 hüvelykes (122 cm-es) távcsövével felvételeket készített a csillagos égről, a felvételeket a van Houten házaspárnak továbbította a Leiden Obszervatóriumba, akik új kisbolygókat kerestek rajtuk. Hármójuk munkájának több ezer kisbolygó felfedezése köszönhető.

## Publikációk
- (1947) „Lichtelektrische Beobachtungen ausgewählter veränderlicher Sterne”. Veröffentlichungen der Badischen Landessternwarte zu Heidelberg 14 (5), 43. o.

- (1954) „Photometric studies of asteroids. I”. Astrophysical Journal 120 (120), 200. o. DOI:10.1086/145904.

- (1958) „Survey of Asteroids”. Astrophysical Journal Supplement 3, 289. o. DOI:10.1086/190037.

- (1958) „Photometrics Studies of Asteroids. VII”. Astrophysical Journal 127, 253. o. DOI:10.1086/146459.

- (1960) „The original values of 1/a for 17 cometary orbits”. Bulletin of the Astronomical Institutes of the Netherlands 15, 155. o.

- (1963) „The original values of 1/a for seven comets”. Bulletin of the Astronomical Institutes of the Netherlands 17, 240. o.

- (1963) „Definitive elements for comets 1951 I and 1955 IV”. Bulletin of the Astronomical Institutes of the Netherlands 17, 223. o.

- (1965) „A new periodic comet observed in 1960”. Bull. Astron. Inst. Netherlands 18, 441. o.

- (1970) „The Palomar-Leiden survey of faint minor planets”. Astronomy & Astrophysics Supplement 2 (5), 339. o.

- (1970) „Minor planets and related objects. V. The density of Trojans near the preceding Lagrangian Point”. The Astronomical Journal 75 (5), 659. o. DOI:10.1086/111002.

- (1979) „Pole coordinates of the asteroids 9 Metis, 22 Kalliope, and 44 NYSA”. Icarus 40 (2), 289–296. o. [2011. július 18-i dátummal az eredetiből archiválva]. DOI:10.1016/0019-1035(79)90073-3. (Hozzáférés: 2010. április 27.)

- (1979) „Photoelectric photometry of seven asteroids”. Astronomy and Astrophysics Supplement 35, 223–232.. o.

- (1979) „Rotation period and phase curve of the asteroids 349 Dembowska and 354 Eleonora”. Astronomy and Astrophysics Supplement 35, 213–221. o. [2011. július 18-i dátummal az eredetiből archiválva]. (Hozzáférés: 2010. április 27.)

- (1981) „Photoelectric light curve of Pallas”. Astronomy and Astrophysics 98 (1), 203–204. o.

- (1989) „The 1977 Palomar-Leiden Trojan survey”. Astronomy and Astrophysics 224 (1–2), 299–302. o.

- (1991) „The second Palomar-Leiden Trojan survey”. Icarus 91 (91), 326–333. o. DOI:10.1016/0019-1035(91)90028-R.

- (2003) „Minor Planet Observations [675 Palomar Mountain]”. Minor Planet Circular 49973, 1. o.

- (2003) „Minor Planet Observations [675 Palomar Mountain]”. Minor Planet Circular 49504, 1. o.

- (2003) „1999 FK21”. Minor Planet Electronic Circ. (2002–D12), 12. o.

- (2004) „Minor Planet Observations [675 Palomar]”. Minor Planet Circular 52895, 8. o.

- (2004) „Minor Planet Observations [675 Palomar Mountain]”. Minor Planet Circular 52503, 7. o.

- (2004) „Minor Planet Observations [675 Palomar Mountain]”. Minor Planet Circular 51594, 1. o.

- (2004) „Minor Planet Observations [675 Palomar Mountain]”. Minor Planet Circular 50674, 6. o.

- (2005) „Minor Planet Observations [675 Palomar Mountain]”. Minor Planet Circular 54974, 10. o.

- (2005) „Minor Planet Observations [675 Palomar Mountain]”. Minor Planet Circular 54353, 7. o.

- (2005) „Minor Planet Observations [675 Palomar Mountain]”. Minor Planet Circular 53638, 4. o.

- (2006) „Minor Planet Observations [675 Palomar Mountain]”. Minor Planet Circular 58106, 6. o.

- (2006) „Minor Planet Observations [675 Palomar Mountain]”. Minor Planet Circular 57581, 3. o.
- (2006) „Minor Planet Observations [675 Palomar Mountain]”. Minor Planet Circular 57119, 7. o.

- (2006) „Minor Planet Observations [675 Palomar Mountain]”. Minor Planet Circular 56157, 12. o.

- (2007) „Digitization of the Palomar-Leiden Survey and Trojan Survey Plates”. ASP Conference Series 377, 294. o. [2017. szeptember 9-i dátummal az eredetiből archiválva]. (Hozzáférés: 2012. július 28.)

- (2007) „Minor Planet Observations [675 Palomar Mountain]”. Minor Planet Circular 60457, 2. o.

- (2007) „Minor Planet Observations [675 Palomar Mountain]”. Minor Planet Circular 59587, 7. o.

- (2008) „Minor Planet Observations [675 Palomar Mountain]”. Minor Planet Circular 63368, 5. o.

- (2008) „Minor Planet Observations [675 Palomar Mountain]”. Minor Planet Circular 62571, 8. o.

- (2009) „VBLUW photometry of eclipsing binary stars”. VizieR On-line Data Catalog: J/other/JAD/15.2. Originally published in: 2009JAD....15....2V 0350, 01502. o.

- (2009) „VBLUW Photometry of 13 Eclipsing Binary Stars”. The Journal of Astronomical Data 15, 2. o.